# 圣杰尔马诺-基索内
圣杰尔马诺-基索内（義大利語：San Germano Chisone），是意大利皮埃蒙特大区都靈廣域市的一个市镇。总面积15平方公里，人口1849人，人口密度123.3人/平方公里（2009年）。ISTAT代码为001242。